# Olivier Gajan
Olivier Gajan  est un chef monteur français, travaillant souvent sur les films du réalisateur Florent Emilio Siri et également pour la publicité télévisée, pour les clips musicaux.
Il a fait ses études à l'ESRA (École Supérieure de Réalisation Audiovisuelle)

## Filmographie

### Films
- 2002 : Nid de guêpes de Florent Emilio Siri
- 2003 : Snowboarder d'Olias Barco
- 2003 : Interstella 5555 de Kazuhisa Takenôchi
- 2004 : À ton image d'Aruna Villiers
- 2005 : Otage (Hostage) de Florent Emilio Siri
- 2007 : L'Ennemi intime de Florent Emilio Siri
- 2010 : La Meute de Franck Richard
- 2011 : Mineurs 27 de Tristan Aurouet
- 2012 : Cloclo de Florent Emilio Siri
- 2014 : Grace de Monaco de Olivier Dahan
- 2014 : United Passions de Frédéric Auburtin
- 2015 : Belle et Sébastien : L'aventure continue de Christian Duguay
- 2019 : Black Snake de Thomas Ngigol et Karole Rocher
- 2024 : Elyas de Florent-Emilio Siri

### Courts-métrages
- 2000 : La Malédiction de la mamie de François Desagnat et Thomas Sorriaux
- 2005 : Star Stuff de Gregory Hervelin
- 2009 : Patrons, employés, même combat ! de Grégory Hervelin.  "1er Prix AUDI Fest. Cannes"

### Clip musicaux
- 1990 : Tandem de Vanessa Paradis, réalisé par Jean-Baptiste Mondino
- 1993 : Human Behaviour de Björk, réalisé par Michel Gondry
- 1994 : Le nouveau western de Mc Solaar, réalisé par Stéphane Sednaoui
- 1997 : Around the World de Daft Punk, réalisé par Michel Gondry
- (2000) Cool Frénésie des Rita Mitsouko réalisé par Seb Caudron. : "Prix du meilleur montage au 1er Festival International du Clip".
- 2003 : Seven Nation Army de White Stripes, réalisé par Alex Courtes et Martin Fougerol. : "MTV Award Best Edit"
- 2007 : Day 'n' Nite de Kid Cudi, réalisé par So Me